# 足球妈妈
足球妈妈（英語：Soccer mom）一词指北美中产阶级家庭贤妻良母型妇女。她们一般住在郊区，花大量时间接送小孩去参加足球等课外活动。因为足球妈妈一般是中间选民，这个词自90年代中期开始常在美国选举中被提及。她们平时忙于家务，不关心政治，但是对家庭、儿童相关的选举话题很敏感，也比较喜欢英俊的候选人。
1996年美国总统选举中，比尔·克林顿被指为依赖足球妈妈的选票。住在郊区的妇女选克林顿和其对手鲍勃·多尔的比例是53对37，而住在郊区的男性选择多尔的比较多。2008年美国总统选举中，共和党副总统参选人，前阿拉斯加州州长莎拉·佩林一贯把自己称为“冰球妈妈”，希望塑造自己平凡美国妇女的形象，以获取好感。

## 历史

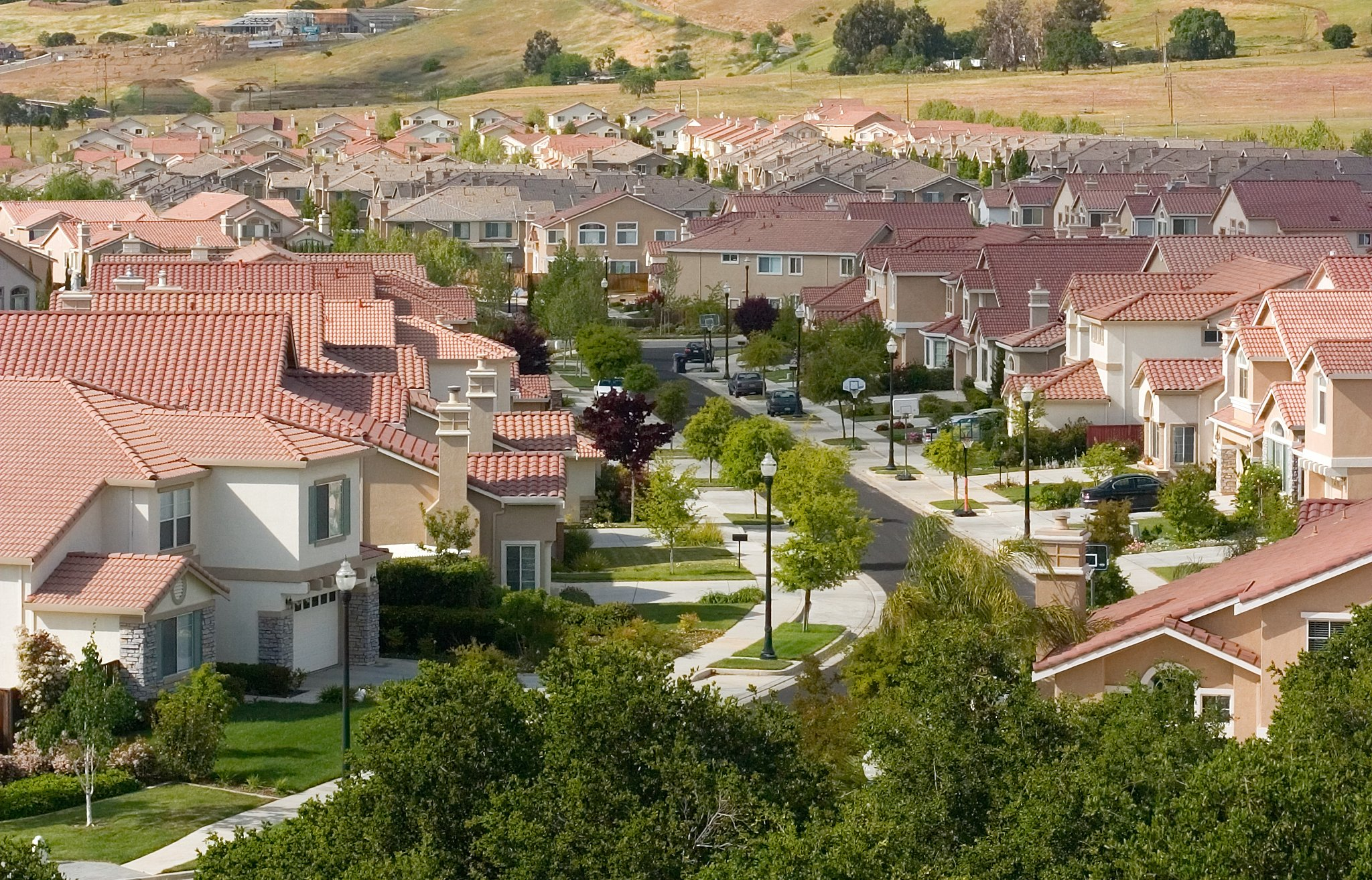
“足球妈妈”一般住在市郊中产阶级社区。

足球妈妈一般指住在郊区、已婚、有学龄儿女的中产阶级女性。她们被美国媒体描绘成驾驶休旅车，终日忙碌的形象。在既定印象中，她们把家庭和孩子的利益置于个人利益之上。这个词来源于这些妈妈们送小孩去踢足球，并常坐在场边看的景象。“足球妈妈”一词最早出现在媒体上是在1982年，当时麻萨诸塞州有一个叫“足球妈妈推助俱乐部”的组织。不过这次见诸报端是因为其中一名成员的丈夫偷了俱乐部为当地足球联赛集资的3150美元。
直到1995年为止，这个词很少在报纸和杂志上出现。但是一次丹佛市议会的选举让这个词流行起来。一名中年女性候选人苏珊·凯西提出的口号是“市议会里的足球妈妈”，引起广泛响应。凯西是一名拥有博士学位的政治学专家，她认为这个竞选口号向选民展现出平凡邻家的形象，显得更值得信赖。这一短语旨在把成功女性对男权社会的挑战柔和转化，特别是打消保守人士对职业女性不关心家庭的担忧。凯西最后以51%的选票当选。
1996年共和党全国代表大会中，“足球妈妈”成为全国热门词汇。当时共和党候选人向媒体暗示比尔·克林顿针对的投票人口主要是“足球妈妈”。《华盛顿邮报》提出，这个词是专为政治活动创造的。共和党顾问稍后描述“足球妈妈”为：“在消费市场上关键的中间消费者，在选举中关键的中间选民，她们的决定将影响整个选情”。
在1996年美国大选中，足球妈妈被认为是最抢手的中间选民，时常被媒体提及。最终受到郊区女性青睐的克林顿赢得选举。在选举期间，足球妈妈最常被提及的属性是她的母亲地位，以及对家庭的奉献。当年美国语言学会把“足球妈妈”选为年度词汇。《波士顿环球报》的专栏作家把1996年称为“足球妈妈年”。

## 相关词语

### 安保妈妈
2004年美国总统选举深受2001年911事件影响，关于乔治·W·布什一系列反恐战争的争议是重要的选举话题。这期间安保妈妈（Security mom）一词被提出，被当成是“足球妈妈”以后又一个重要的投票阵营。这个词指的是一些关心伊拉克战争、国内恐怖主义活动，和她们子女人身安全的母亲们。然而证据显示，安保妈妈并没有多到影响2004年选举结果。原本支持民主党的妇女更关心医疗卫生议题，但民主党候选人约翰·克里完全摒弃了这个话题，导致失去了女性选民。
一些学者认为，“安保妈妈”这个概念对乔治·W·布什的中东政策和连任有支持作用，即使实际上自诩为“安保妈妈”的人并不多。

### 冰球妈妈
冰球妈妈（Hockey mom）是加拿大和美国北部各州常用的一个词，指代的人群和“足球妈妈”一样。只不过“冰球妈妈”被认为更强悍，因为冰球是一种更激烈的运动，参加这项运动的小孩很容易受伤，观众的喝彩也更狂热。这个词最早在《纽约时报》一篇关于雪佛兰标准皮卡货车的分析文章中出现。这种车被形容为“流畅勇猛”，“从冰球妈妈到养牛工人都会喜欢”。
前阿拉斯加州州长莎拉·佩林，在2008年被推举为共和党副总统候选人。佩林热情亲民、重视保守家庭观念、与政界高层疏离的形象让她被看做与精英女性希拉里·克林顿针锋相对的政治人物。她一贯把自己描述为“冰球妈妈”，希望以此成为美国女性的代言人。在2008年共和党全国代表大会上，佩林开玩笑说，冰球妈妈和斗牛犬唯一的区别是，前者还多少擦点口红。